# Escalada no gelo

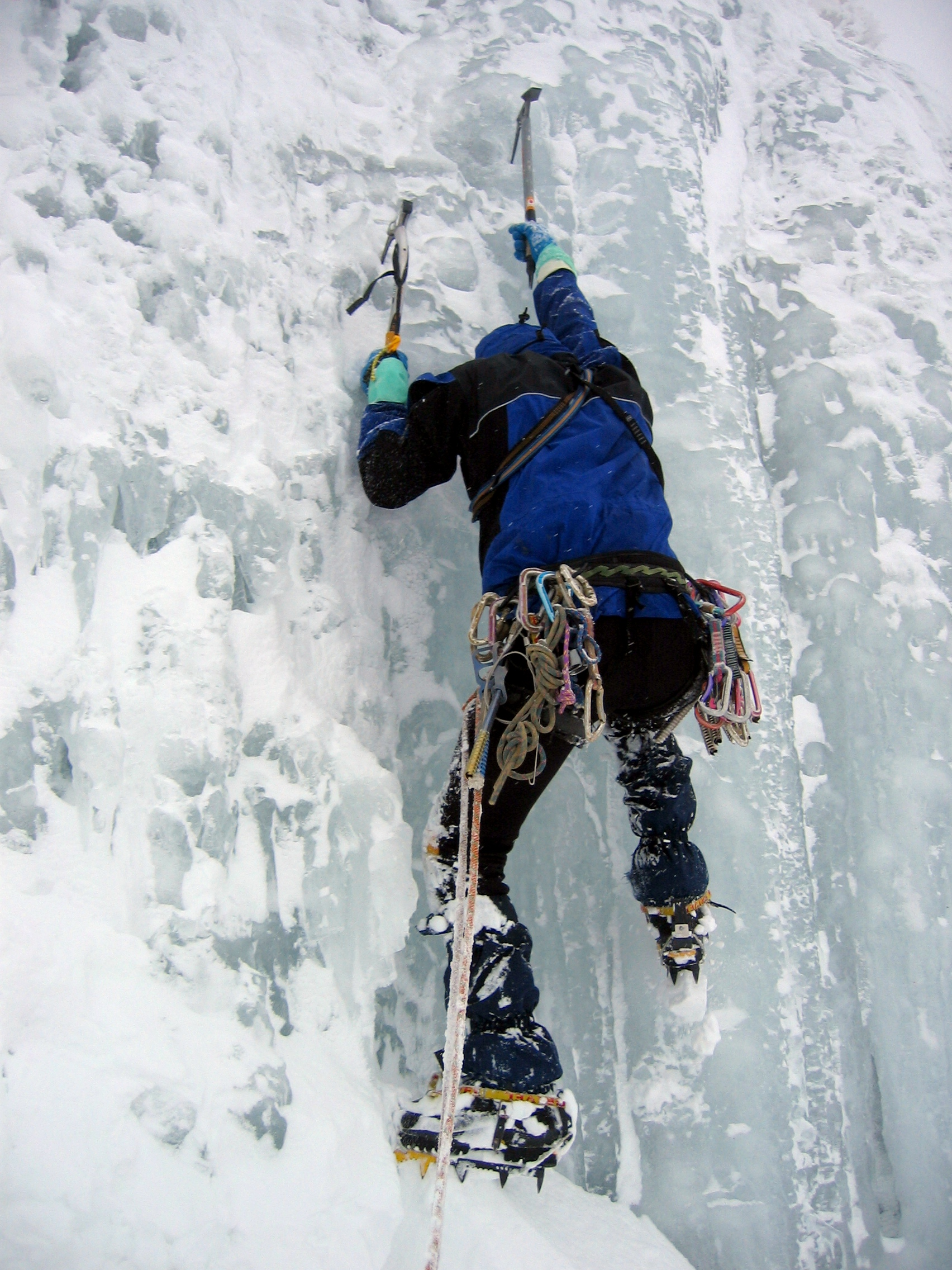

A escalada no gelo é uma disciplina da família da escalada de tipo extremo (radical) que consiste em subir uma parede de água gelada como uma cascata de gelo.
O equipamento é específico e constituído por crampons de pontas frontais nas botas e um piolet em cada mão, do tipo piolet de tracção. A segurança pode-se fazer na própria cascata com o pitão.
A cascata pode ser de alta montanha como nos seracs, ou cascatas que gelam no inverno a média montanha.